# Pierre Beetschen
Pierre Beetschen est un  footballeur franco-suisse né le 3 janvier 1934 à Genève (Suisse) et mort le 11 octobre 2017 à Villeurbanne (France). Il évoluait au poste de gardien de but.

## Biographie
Pierre Beetschen joue 11 saisons pour le club français de l'Olympique lyonnais (de 1955 à 1960 puis de 1961 à 1967). Il dispute 98 matches avec l'équipe première lyonnaise. Il officie comme gardien titulaire lors des saisons 1956-1957 et 1957-1958.
Il joue également pour le club suisse du Lausanne-Sport.